# Phloeotrinus tenuipes
Phloeotrinus tenuipes là một loài bọ cánh cứng trong họ Melandryidae. Loài này được Toyoshima & Ishikawa miêu tả khoa học năm 2000.